# Aponuphis rigida
Aponuphis rigida är en ringmaskart som först beskrevs av Jean Louis René Antoine Édouard Claparède 1868.  Aponuphis rigida ingår i släktet Aponuphis och familjen Onuphidae. Inga underarter finns listade i Catalogue of Life.